# Ernste Bibelforscher
Die Ernsten Bibelforscher sind eine christliche Gemeinschaft, die im späten 19. Jahrhundert entstand und aus denen sich u. a. die heutigen Zeugen Jehovas herausbildeten. Sie betrachten sich als Bewahrer der Lehren von Charles Taze Russell. Nach der statutengemäßen Übernahme der Präsidentschaft der Wachtturm-Gesellschaft durch J. F. Rutherford kam es zu heftigen Machtkämpfen, in deren Folge sich eine beträchtliche Anzahl Ernsten Bibelforscher von der Wachtturm-Gesellschaft trennten. Die Ernsten Bibelforscher sind deshalb nicht zu verwechseln mit den heutigen Zeugen Jehovas, mit denen sie ursprünglich die gleiche Bezeichnung teilten. Durch diese Kontroversen, die von 1916 bis 1919 andauerten, zerbrach die Gruppe in diejenigen, die den Lehren Russells treu blieben und deswegen auch die Bezeichnung Ernste Bibelforscher beibehielten, während die anderen Verschiedenes reformierten, woraus die heutigen Zeugen Jehovas entstanden. Gegenwärtig gibt es ca. 16.000 Ernste Bibelforscher weltweit.

## Selbstverständnis
Die Ernsten Bibelforscher entstanden aus der sogenannten Bibelforscherbewegung, die im späten 19. Jahrhundert begann, als Charles Taze Russell die Watch Tower Bible and Tract Society gründete. Seine Mitglieder nannten sich selbst „Internationale Bibelforscher“ und wurden in Deutschland als „Ernste Bibelforscher“ bekannt. Unter seiner Leitung bildeten sich in vielen Ländern der Welt Bibelforscherversammlungen. Diese Versammlungen waren eine lose Verbindung und nur durch die Zeitschrift „Zions-Wachtturm und Verkünder der Gegenwart Christi“ verbunden. Die Wachtturm-Gesellschaft war zu Russells Zeiten ein Organ der Bibelforscherversammlungen und anderer Tätigkeiten, aber sie schrieb keine Kredos oder Richtlinien für die damals unabhängigen Versammlungen vor, sondern erarbeitete Empfehlungen und Organisations-Vorschläge, die ihrer Überzeugung nach auf schriftgemäßer Grundlage beruhten sowie in der täglichen Praxis der Versammlungen von Pennsylvanien und New York ihrer Meinung nach sich als bewährt herausstellten.

## Geschichte
- 1916–1919: Nach dem Tod von Charles Taze Russell fing die Wachtturm Bibel- und Traktatgesellschaft an, sich über die unabhängigen Versammlungen als oberste Institution zu stellen. Sie bezog sich dabei auf die Vorgehensweise der Judenchristen, die sich um die Stadt Jerusalem zu Gemeinden konstituierten. Viele Versammlungen lehnten es jedoch ab, das Prinzip der demokratischen Wahl von Ältesten oder Predigern, die Verantwortung in den Versammlungen trugen, aufzugeben; von da an begann die Zeit der Trennung. Schon 1916 fing diese Abspaltung aus der Wachtturm-Gesellschaft an. 1918 wurde auf der Hauptversammlung in New Jersey schließlich das Pastorale Bibel-Institut gegründet und erstmals eine eigene Zeitschrift, betitelt „The Herald of Christ’s Kingdom“, für die Bibelforscher herausgegeben.
- 1929: Die Wachtturm-Gesellschaft ähnelte nicht mehr ihrem ursprünglichen Zustand. Weitere einzelne Bibelforscher und ganze Versammlungen verließen abermals die Wachtturm-Gesellschaft. So trennte sich in Pittsburgh (USA) die Bibelforscherversammlung, die in Russells alter Bibelhaus-Kapelle zusammenkam, von der Brooklyner Leitung. Von dieser Versammlung ging die Initiative zur Zusammenführung der zerstreuten, bisher völlig unabhängig lebenden Bibelforscher aus (1. Wiedervereinigungstagung 1929).
- 1930: Eine ebenfalls seit langem unabhängige Versammlung in Brooklyn begann mit Rundfunkprogrammen über den örtlichen Sender. (Die Ältesten der Versammlung bildeten zugleich das Rundfunkkomitee zur Durchführung der Arbeit.) Damit hatte auch diese Versammlung ein überregionales Werk angefangen, das zur Zusammenarbeit Gleichgesinnter führte.
- 1931: Durch eine neue Namensgebung wurde der Unterschied zwischen den verschiedenen Bibelforschern klarer. Die Bibelforscher der Wachtturm-Gesellschaft legten die Namen Bibelforscher und Ernste Bibelforscher ab, von nun an hießen sie Zeugen Jehovas. Die Bibelforscher behielten ihren Namen.
  - Aus der Sicht der heutigen Ernsten Bibelforscher wurde die Umbenennung vorgenommen, um zwischen den Bibelforschern der Wachtturm-Gesellschaft und denen zu unterscheiden, die von der Wachtturm-Gesellschaft unabhängig sind.
  - Aus der Sicht der Zeugen Jehovas wurde die Umbenennung vorgenommen, um eine biblische Basis (Jesaja 43, 10–12: „ihr seid meine Zeugen, ist der Ausspruch Jehovas“) für die Gruppenbezeichnung zu finden.
- 1926: Die Wachtturm-Gesellschaft verlegte die von Charles Taze Russell herausgegebenen Schriftstudien nicht mehr und hat viele darin enthaltene Deutungen der Bibel mittlerweile verworfen.
- 1931: Die 2. Wiedervereinigung der Bibelforscher wurde die Geburtsstunde der Tagesanbruch Bibelstudien-Vereinigung. Man koordinierte die in Pittsburgh und Brooklyn praktizierte Arbeit und schloss alle Bibelforschersammlungen zu einer lockeren Gemeinschaft zusammen. Durch Zeitschriften (Der Tagesanbruch), Traktate und eigene Rundfunk- und Fernsehsendungen besitzen die Ernsten Bibelforscher vor allem in den USA unter dem Namen Associated Bible Students einen gewissen Einfluss.

Die Tagesanbruch Bibelstudien-Vereinigung und das Pastorale Bibel-Institut verlegen die Schriftstudien von Charles Taze Russell nach Ablauf des Urheberrechts der Wachtturm-Gesellschaft bis heute.

### Bibelforscher in der Zeit des Nationalsozialismus
In den öffentlichen Medien der letzten Jahre blieben die Bibelforscher, die sich in den zwanziger und dreißiger Jahren von den Bibelforschern der Wachtturm-Gesellschaft trennten, nahezu gänzlich ausgespart, obgleich auch die „Freie Bibelforscher-Vereinigung“ im November 1933 bzw. im Januar 1934 verboten und verfolgt wurde. Grund dafür war die Organisationslosigkeit und die Annahme, die Bewegung verweigere die Mitwirkung am Staat. Angehörige dieser Gruppe wurden in den Konzentrationslagern mit dem „Lila Winkel“ der Bibelforscher gekennzeichnet.

## Synonyme
Die Bezeichnungen Bibelforscher oder Ernste Bibelforscher werden nicht einheitlich verwendet; so sind auch Ortsgemeinden teilweise als Vereine mit der Bezeichnung „Bibelforschergemeinde“ (mit Städtebezeichnung), oder „Bibelforscherversammlung“, eingetragen.

## Lehre
Für die Bibelforscher ist die Bibel alleinige Richtschnur im Glauben und Leben. Sie wurde ihrer Ansicht nach von Menschen geschrieben, aber von Gottes heiligem Geist inspiriert (2. Timotheus 3,16 ).
Sie verstehen sich als Christen, die an die apostolische Urgemeinde, wie sie im Neuen Testament aufscheint, anknüpfen. Die bisherige Entwicklung des Christentums sehen sie durch Zugeständnisse an die römisch-hellenistische Religionswelt in entscheidenden Punkten verderbt.

### Dreieinigkeit
Die Dreieinigkeitslehre wird als unbiblisch betrachtet und abgelehnt, da Gott, der himmlische Vater, schon immer da gewesen sei und Jesus Christus von ihm gezeugt wurde. Dies geschah vor jeder anderen Schöpfung, die Gott dann durch seinen Sohn geschaffen hat. Die Gottheit und Persönlichkeit des Heiligen Geistes wird abgelehnt. In der Bibel wird zwischen „heiligem Geist“ (die Kraft, die Gläubige von Gott empfangen und mit ihr erfüllt sind) und dem „Heiligen Geist“ (ein anderes Wort für Gott) unterschieden.

### Jesus Christus
Jesus wurde bei seiner Geburt von Maria – durch heiligen Geist Gottes gezeugt – ein vollkommener Mensch aus Fleisch und Blut, aber ohne Sünde (Lukas 1,35 ). Er wurde bei der Taufe zum Christus, zum Gesalbten Gottes (Lukas 3,22 ). Jesus war ein vorbildlicher Lehrer, der die Jünger unterwies, unpolitisch blieb und schließlich am Pfahl sein Leben als Lösegeld gab als Voraussetzung dafür, dass die Menschheit von Sünde und Tod befreit werden wird (1. Timotheus 2,6 ).

### Tod und Auferstehung
Hinsichtlich der Hölle und des Zustands der Toten vertreten die Ernsten Bibelforscher den Standpunkt des Annihilationismus. Das bedeutet, sie betrachten den Tod als einen Zustand des Schlafs und begründen dies mit Bibelstellen wie Prediger 9,5f.10 .

### Parusia
Die Mitglieder glauben, dass Jesus unsichtbar gegenwärtig (griech. parusia) ist und sich der Menschheit erst offenbart, wenn der Letzte der Treuen im Herrn entschlafen ist. Dann erst wird das Reich Gottes auf Erden kommen.

### Israel
Israel ist und war ein auserwähltes Volk Gottes und bildete das erste theokratische Königreich auf Erden (Römer 11 ). Nach dem Plan Gottes ist dieses Volk in das Land seiner Väter zurückgekehrt. Heute erkennen die Bibelforscher in Israel noch ein Volk im Unglauben.

## Organisation
Ein besonderes Merkmal der Bibelforscherversammlungen ist die weitgehende Autonomie der einzelnen Ortsversammlung. Es gibt bei den Bibelforschern keine übergeordnete Organisation, die Selbstständigkeit der Einzelgemeinde (örtliche Versammlung) wird sehr betont. Die Versammlungen sind autonom, d. h. unabhängig und eigenverantwortlich und sind keiner menschlichen Organisation unterworfen.

## Gottesdienst und Praxis

### Bibel und Gebet
Aufgrund ihrer Hingabe (Weihung) an Gott und der Nachfolge Jesu forschen sie häufig in der Bibel und versuchen diese als Alltagsnorm zu verwirklichen. Das Gebet und der regelmäßige Besuch der Zusammenkünfte sind sehr wichtig, dabei wird vor allem das freie Gebet gepflegt.

### Neutestamentliches Priestertum
Der gemeinsame Aspekt des neutestamentlichen Priestertums (1. Petrus 2,5 ; Offenbarung 20,6 ) spielt bei den Bibelforschern eine wichtige Rolle. Jeder Einzelne soll persönlich mit der Bibel umgehen, sie privat und in Bibelgruppen studieren, auslegen und wirken lassen. Daher finden sich unter den Bibelforschern viele mit beträchtlicher Bibelkenntnis. Sie sehen es auch als eine wichtige Aufgabe, alle Gnadengaben für das zukünftige Werk des Dienstes an der Menschheit in sich selbst zu entwickeln, um so Zeugen Jesu vor der Welt zu sein (Apostelgeschichte 1,8 ).

### Taufe
Die Mitglieder praktizieren die Gläubigentaufe als Zeichen ihrer Weihung an Gott und werden dadurch Glieder der Versammlung (ekklesia) Gottes. Der Taufvollzug geschieht dabei durch gänzliches Untertauchen ins Wasser (entsprechend der biblischen Taufpraxis); dies symbolisiert den Tod des alten Menschen (Römer 6,3.4 ; Kolosser 2,12 ) und den Beginn einer neuen Schöpfung in Christus (2. Korinther 5,17 ).
Obwohl die Ernsten Bibelforscher keine zentralisierte Führung haben, arbeiten sie weltweit im Werk zusammen und nehmen an den regionalen, nationalen und internationalen Versammlungen während des Jahres teil. Jede Form des Alltags und der religiösen Praxis beruht nach ihrem Verständnis auf biblischer Grundlage.